# قادر عرفان
قادر عرفان (انگلیسی: Kadir Irfan) بازیکن بسکتبال اهل عراق بود.